# Xestia cingulata
Xestia cingulata là một loài bướm đêm trong họ Noctuidae.